# Алерсе-Андіно (національний парк)
Національний парк Алерсе-Андіно (англ. Parque Nacional Alerce Andino) — національний парк в Андах в чилійському регіоні Лос-Лаґос. Парк вкриває територію близько 393 км². Його східною та південною межею є Естуарій Релонкаві, а західною — затока Релонкаві (за винятком прибережної смуги у кілька кілометрів). На північ від парку лежить озеро Чапо. На територої парку розташовано близько 50 озер і природних ставків.

## Флора
Найвідомішою рослиною парку є дерево фіцройя (відоме в Чилі як алерсе, що і дало назву парку), ліси якого мають загальну площу близько 200 км².

## Фауна
Відомими тваринами парку є пуду і чилійський опосум.